# جون كريغ (سياسي)
جون كريغ (بالإنجليزية: John Greig)‏ هو محامي وسياسي أمريكي، ولد في 6 أغسطس 1779 في المملكة المتحدة، وتوفي في 9 أبريل 1858 في كاناندياجو في الولايات المتحدة. حزبياً، نشط في حزب اليمين. وقد انتخب عضو مجلس النواب الأمريكي.